# Tinta

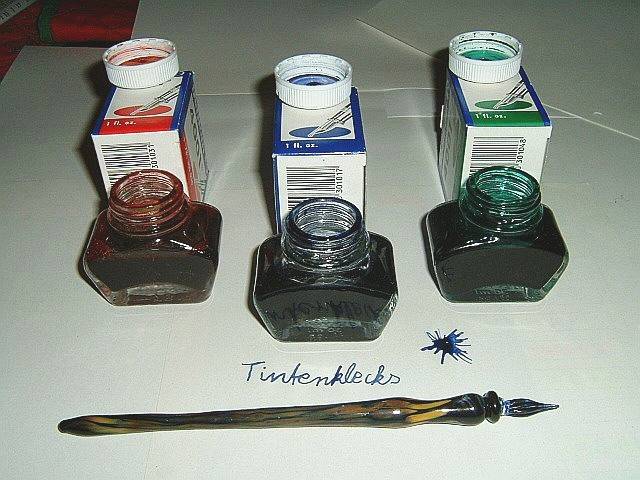
Színes tinták

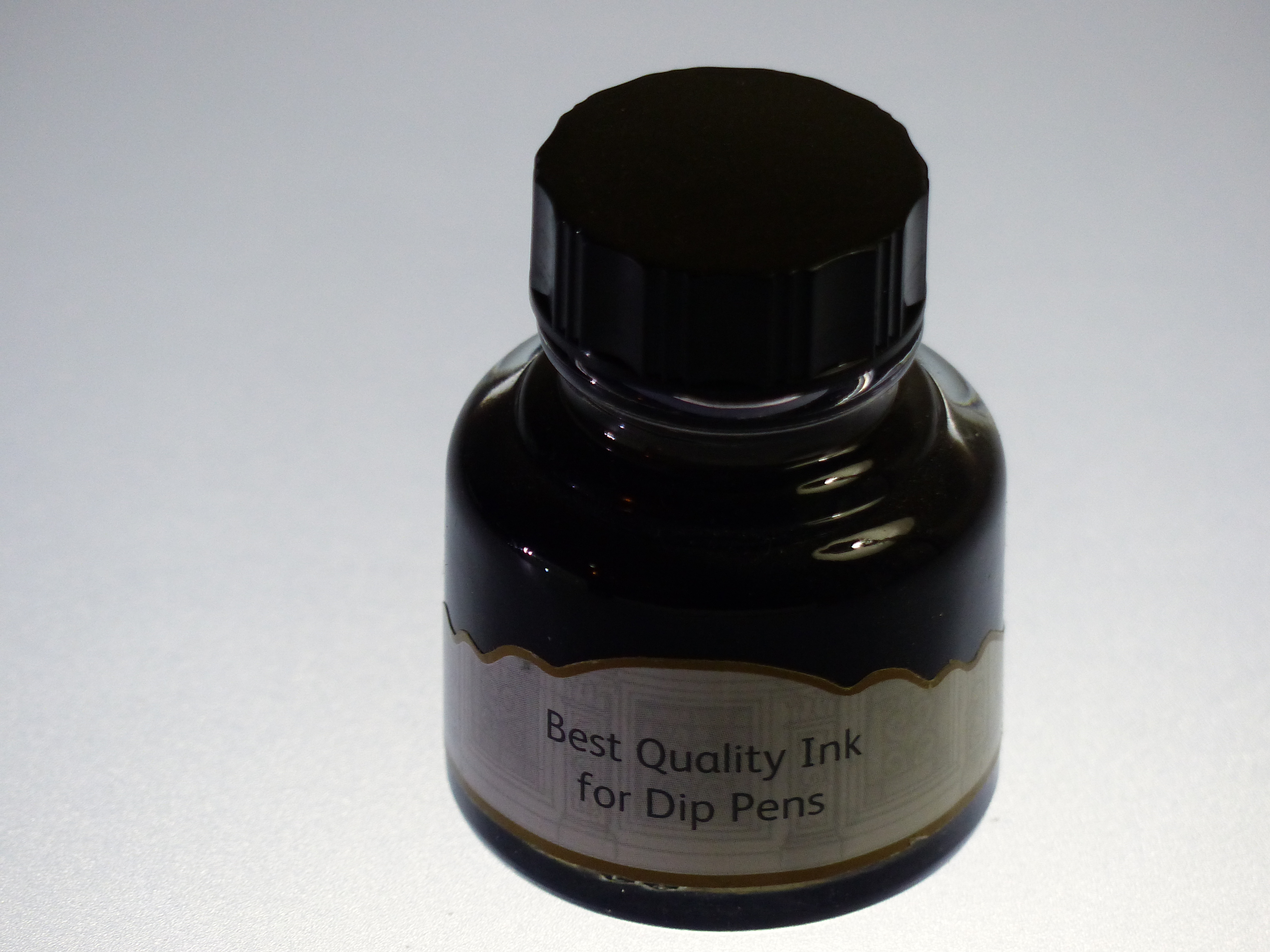
Tinta

Tinta (latinul: tincta) vízben vagy más oldószerben feloldott festékoldat. Tollal, ecsettel rajzolnak, festenek, vagy írnak vele. A sűrűbb tintákat litográfiához, nyomtatáshoz használják.
Összetett anyag, mely oldószert, pigmenteket, festékanyagot, gyantát, kenőanyagot, felületaktív anyagot, apró szemcséjű anyagot és egyéb adalékanyagokat tartalmaz. Ezek az összetevők a tinta hordozói, befolyásolják a száradását, folyékonyságát, és megjelenését. Tartalmazhat kevés kötőanyagot is.
A tus a tinták egyik fajtája.

## Története

### Ókor
Nagyjából 5000 évvel ezelőtt Kínában kifejlesztették azt a tintát, amellyel kőnyomatot tudtak készíteni textíliákra, és képek is készültek így. Ez a tinta fenyőfa koromból, lámpaolajból, pézsmából és állati bőrök zselatinjából készült. Más korai kultúrák is készítettek tintát gyümölcsökből, növényekből és ásványokból. Kínában a hagyományos leírás szerint a tus fenyőfaszurokból és szezámolajból előállított lámpakoromból készült. Ezt marhabőrből előállított enyvvel főzték össze, majd kámforral illatosították. Ezt követte a préselés tuslepényekké és a szárítás papír és falevelek közt.
Egyiptomban Kr. e. 3000-től volt ismert a tinta. Babfélék héjából, csírájából, tintahal által termelt festékanyagból és fémekből készítették. A nagyjából 4500 éves múmiákat indigóval festették. Valószínűleg koromból és szurokból készített írófolyadékot is használtak.
A zsidók a tintát (héberül deyo=sötétség) rituális célokra használták. Korom és víz keveréke volt, melyhez néha gumiarábikumot kevertek.
Az arabok módszere sokkal összetettebb volt. Kormot nyertek ki égetéssel olajból, kátrányból vagy gyantából, ezt gumiarábikummal és mézzel keverték össze. Ezután rudacskákká préselték és megszárították. Ha használni akarták, vizet adtak hozzá.
Kr. e. 1200 körül a kínaiak továbbfejlesztették ezt a módszert, és létrehozták az indiai tinta néven ismert készítményt. Maga a korom tűlevelű fa szenéből és lámpaolajból valamint enyvből készült, amit halolajjal és pézsmával kevertek, hogy elvegyék a kellemetlen szagát.
Az ókori Rómában az atramentumot használták, ez egy különösen fekete tinta. Ciceró beszámolt egy receptről, mely szerint a tintahalból is nyerhetnek ki tintát. Ezt a barnásfekete színű anyagot nevezték szépiának. Kr. u. 200 körül elterjedt volt az ezüst tintával való írás. A vörös tintát a cinnabaritból nyerték, melyet higannyal, kénnel és hamuzsírral kevertek össze. Kék tinta indigóból, kobalt- vagy réz-oxidból készült.

### Középkor
A középkori Európában pergamenre írtak. A szerzetesek egy ideig a kínai tust használták a kódexekhez. A XI. században Theophilus barát létrehozta a vastartalmú csersavas tintát. Valószínűsíthető, hogy egy pár évszázaddal korábbi tintareceptet módosított. Vasgálicoldat, gubacsból főzéssel nyert csersav és sűrítőanyag (általában gumiarábikum) képezte a tinta anyagát. A tinta először kékesfekete nyomot hagy a papíron, azonban idővel fakó barnásra, feketére váltja színét. Robert Boyle angol kutató megfigyelésének köszönhetően tudjuk, hogy ez a színváltozás az oxidáció eredménye.
A XII. században galagonyabokor, csipkebokor vesszőjét vágták ki és hagyták száradni. Ezután a kérgét összezúzták és vízben áztatták nyolc napig. Amikor a víz vörösesbarnára színeződött, addig forralták, míg a folyadék be nem sűrűsödött és feketére nem változott. A folyamat közben bort adtak hozzá. Ezt az eljárást addig ismételték, míg a kéreg teljesen ki nem lúgozódott és a festékanyagok fel nem oldódtak. Ezután a napon pergamenben kiszárították és használat előtt az így nyert port meleg borral vegyítették. Nem száradt ki olyan gyorsan, mint a gubacstinta, ezért a toll hegye sem dugult el olyan könnyen. Egy másik, aranybarnás színű festéket higany és arzén-szulfid keverékéből készítettek.
Johannes Gutenberg egy újfajta, nyomtatásra alkalmas tintát fejlesztett ki 1450-ben. A XII. században változatos keveréket képeztek fémszulfátokból, gubacsból, gumiból és vízből. Ezek a tinták azonban mind foltot hagytak a nyomtatás során. Végül egy olajos, koromból, terpentinből, makk-olajból készült, lakk-szerű tinta bizonyult alkalmasnak a célra.

### Újkor
Ebből a korból Christian August Leonhardi 1856-os találmányát, az alizarintintát érdemes megemlíteni. Ez tulajdonképpen egy tökéletesített gubacstinta, melyben a csersavhoz és galluszsavhoz kötött vasoxid kolloid-oldatként van jelen. Vagyis a festékanyagok nem csapódnak ki a tintából és nem is ülepednek le benne. Nevét a hozzáadott alizarinról kapta, amely a kezdetben halvány tintának is sötét színt ad. Ez adta az ötletet a következő számtalan kátrányból gyártott tintához is.

### Jelenkor
A jelenkorban az íráshoz használt tintákban a kevés oldott anyag tartalom a jellemző, ami a kátrányfestékek elterjedésének kedvez. Ennek köszönhetően változatos színű tinták ismertek. Jó a fedőképességük, vízben jól oldódnak, savat nem tartalmaznak.
Az írógépekben a tinta szerepét a vele átitatott párna vagy szalag vette át. Az ilyen tintához felhasznált kátrányt a víz helyett olajokkal és egyéb zsiradékokkal hígították, hogy megelőzzék a gyors kiszáradást.

## Fajtái

### Oldódó festékanyagú tinták
Ezekben a festékanyag oldott formában van jelen. Előnyük, hogy könnyen használhatóak és hogy a festékanyagok nem rakódnak le bennük. Így a vékony tollak, töltőtollak sem száradnak be. Hátrányuk, hogy gyakran kevésbé színtartóak és nem állnak ellen a kémiai hatásoknak.
Vízbázisú tinták
Elsősorban írásra állítják elő őket. Sokkal lassabban száradnak, mint a más bázisú vagy más kötőanyagú tinták és nem ütnek át a papíron.
Oldószeralapú tinták
Sima felületeken való írásra készítik őket (papír, fóliák stb.). Papíron nagyon erősen és gyorsan átütnek. Oldószer lehet az alkohol, az etilacetát, ritkábban a toluol vagy a xilol. A kötőanyagok gyorsan elpárolognak, így a festék gyorsan száraz réteget képez. Időközben Németországban előállították a felhasználó szempontjából egészségesebb denaturált szesz alapú festéket.

### Nem oldódó festékanyagú tinták
Pigmentes tinták
A pigmentek nem oldódnak a vízben, szemben a festékekkel. Nagyobb a színezőerejük, a fénytartó képességük, a vízállóságuk és a kémiai ellenálló képességük. Hátrányuk, hogy a pigmentek gyorsan leülepednek, ezért stabilizálni kell őket a tintában. A világos színeknél könnyű megkülönböztetni a festék alapú tintákat a pigmentestől. Mivel a pigmentes tinták jobban tapadnak a papír felületéhez, mint a festékbázisú tinták, ezért kevesebb is elég belőlük ugyanahhoz az erős színhez. Ebből következik, hogy kimosni is nehezebb őket. Ezért ezt olyan helyeken alkalmazzák, ahol nagyon fontos, hogy ne sérüljön az információ. A színárnyalatot, a telítettséget, a fényességet a pigmentek típusa, fajtája határozza meg. 
Tus

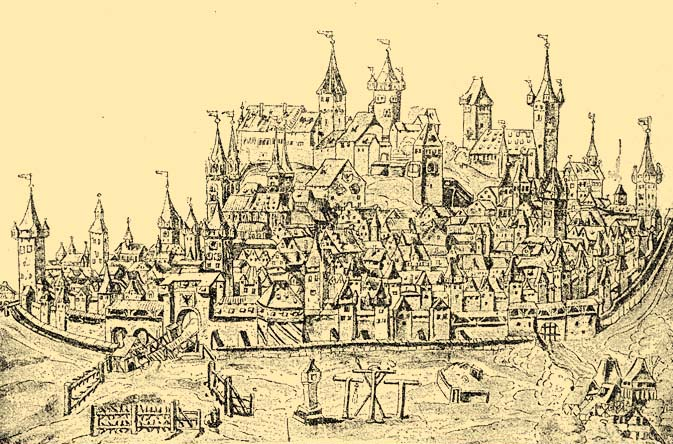
Tusrajz a középkori Nürnbergről

Összetételének meghatározása nem egyszerű feladat. Ez a kötőanyag sellak vizes oldata, vagy vízoldékony műgyanta lehet. Vízálló tust sellak-szappan felhasználásával lehet előállítani. Az úgynevezett művésztusok finom koromból, sellak-szappanból, vízből és adalékanyagból készülnek.

### Egyéb tinták
Világító tinták
Az ilyen tintáknál nagy jelentősége van a fluoreszcenciának. A festékanyag megköti az UV-sugarakat és hosszú hullámú sugarak formájában bocsátja ki. A világító tinta több fényt ver vissza, mint a környezete, ezért tűnik nekünk úgy, mintha világítana. Ez egy hagyományos izzó fényénél nem figyelhető meg, mivel az nem bocsát ki UV-sugarakat, de nappali fényben kiválóan látszik. Sőt ultraibolya sugárzás mellett is megfigyelhető. 
Eltávolíthatatlan tinta
Nagyon rövid életű, mivel az oldószer hamar elpárolog. Indiában a választásokon, Bali szigetén pedig körömfestésre használják. Egy szintetikus fajtáját, amely teljesen átlátszatlan fekete réteget képez, térképrajzoláshoz használják. Ez a tus fémfelületről acetonnal még lemosható, de a rajzot hordozó műanyag lapba leheletvékony rétegben beleoldódik, és csak úgy távolítható el, hogy a szükséges helyen egy éles pengével a rajzoló levakarja a lap legfelső rétegét.
Gél tinták
Az 1990-es években nyertek nagyobb szerepet. Többnyire pigmentekből álló, vízbázisú vagy olykor festékalapú tintákról van szó. Ezek a tinták viszkozitásuk miatt különlegesek: nyugalmi állapotban sűrűek, de súrlódási erő hatására folyékonnyá válnak.
Titkos tinta
Vagy egyáltalán nem látható, vagy az egyik tulajdonsága egy idő után változik. Már 2000 éve is ismertek olyan tintákat, melyek csak melegítéssel váltak láthatóvá. Ezeket speciális lámpák segítségével is fel lehet ismerni. Ebbe a csoportba tartoznak még az olyan tinták, melyeknek megváltozik a színe egy rászórt, rágőzölögtetett vegyszer hatására, vagy maguktól egy idő elteltével, vagy éppen a színüket veszítik. Ezeket leggyakoribb korai felhasználási területük alapján női tintáknak nevezik.

### Régebbi tinták
Szénből készült tinták
Ezek a leggyakrabban koromból vagy gumiarábikumból készültek. A szénrészecskéket a gumiarábikum tartotta a vegyületben és ez segített megkötni őket a papíron. A szén összetevők nem tűntek el és napsütés hatására sem világosodtak ki. Az ilyen tinta előnye az, hogy az idő múlásával is stabil marad és nem károsítja a papírt. Mindezen előnyei ellenére ez a tinta mégsem tartós eléggé és hosszú távon sem elég jó a minősége. A tinta nedves környezetben foltot hagy és kimoshatóvá válik. Az ilyen dokumentumok megőrzésére a legjobb módszer azok száraz környezetben való tárolása. A modern tintákhoz hasonlóan ebben is egy polimeráz köti meg a szén részecskéket. Ezt használják a tintasugaras nyomtatók. Minősége kiváló.
Gubacstinta

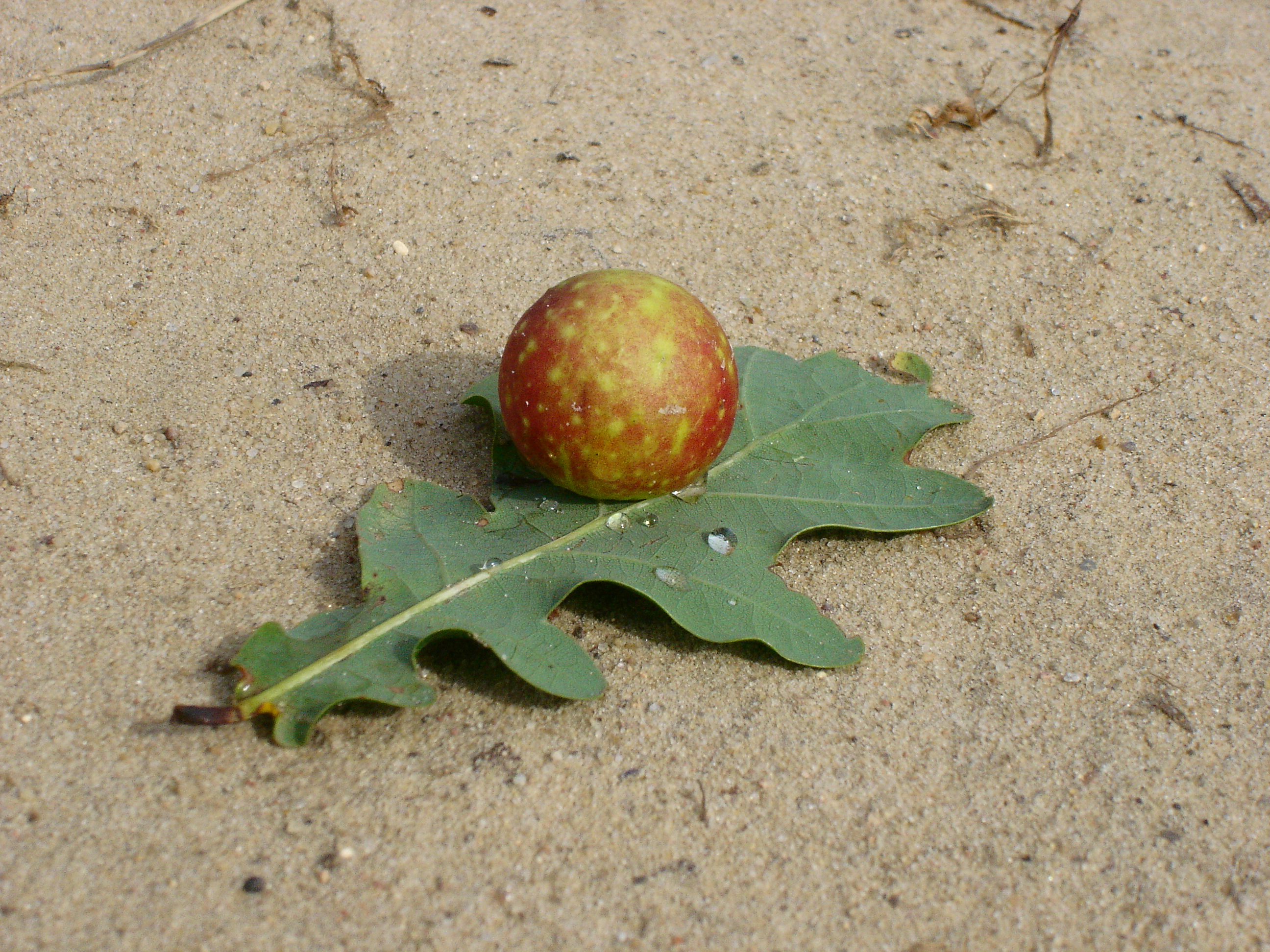
Gubacs

Ez a már említett vasas-csersavas tinta másik elnevezése. Az 1100-as évek elején tűnt fel s évszázadokig használták. Mindazonáltal ezek a tinták korrodálódnak és rongálják a papírt. A tinta összetevői törékennyé válnak és a színe megbarnul. Johann Sebastian Bach eredeti művei is emiatt a tinta miatt semmisültek meg. Munkáinak nagy része a Német Állami Levéltárban található, ennek 25%-a erősen megrongálódott állapotban. A korróziót a sav és a fém oxidációja okozta, amely lebontotta a cellulózt. 

### A legújabb tinta
Néhány évvel ezelőttig a fogyasztókat nem érdekelte, hogy mi is a tinta, vagy az az anyag, amit az íróeszközükben használnak. Az otthoni számítógépezést követte a nyomtatás is. Ma a fejlettebb országokban egyre több lakásban van nyomtató. Ma a tintapatron vásárlása ugyanúgy része a napi bevásárlásoknak mint korábban az, ha valaki egy üveg tintát vett. Sőt, már patron-utántöltőt is vásárolhatunk. Ha ilyen utántöltőt használ a fogyasztó, értékes forintokat takaríthat meg. A nyomtatók számára készült tinták előállítása gyártóról gyártóra változik, az előállítás módja titkos. Ezeknek a tintáknak olyan egyéni technikai elvárásoknak is meg kell felelni, amiknek a hagyományos tintáknak nem kellett. Így például nem szabad beleszáradniuk a nyomtatófejbe, a papíron viszont gyorsan meg kell száradniuk. A száradási gyorsaság értékét csak az előállító ismeri. 

## Tinták festékanyaga
A tinták színe a felhasznált festékanyagok jellegétől függ. A mai tintákban minden oldható vagy nem oldható festékanyagot fel tudnak használni. A tinták színe az oldott festékanyagon kívül a felhasznált oldószertől is függ.
Néhány festékanyag alkotóelemei: 
- A kék tintához leggyakrabban a vízben jól oldódó trifenilmetán alapú festékeket használjuk
- A piros szín elérésére az eozin nevű festékanyagot használják
- A tinta zöld színét az indigó adja
- A ruhafestésnél használt fluoreszkáló festék színét és tulajdonságát a fluoreszceintől nyeri
- A feketénél, hogy jó fedőképessége legyen, nagyon sok pigmentet használnak fel

## Felhasználása a festészetben
Az első tussal rajzolt művészi munkák valószínűleg Kínában vagy Japánban készültek. Ott fejlődött ki a kalligráfia első formája. Európában sok scriptoriumban készültek a művek díszítései és kalligrafikus írásrészei színes tintával. A tust a rajzfelület magába szívja. Ezért, a széntől és a grafittól eltérően, itt nincs szükség más rögzítő anyagra.

## Fordítás
- Ez a szócikk részben vagy egészben  az   Ink című angol Wikipédia-szócikk fordításán alapul.  Az eredeti cikk szerkesztőit annak laptörténete sorolja fel. Ez a jelzés csupán a megfogalmazás eredetét és a szerzői jogokat jelzi, nem szolgál a cikkben szereplő információk forrásmegjelöléseként.
- Ez a szócikk részben vagy egészben  a   Tinte című német Wikipédia-szócikk fordításán alapul.  Az eredeti cikk szerkesztőit annak laptörténete sorolja fel. Ez a jelzés csupán a megfogalmazás eredetét és a szerzői jogokat jelzi, nem szolgál a cikkben szereplő információk forrásmegjelöléseként.

## Külső hivatkozások
- http://www.vilaglex.hu/Lexikon/Html/Tinta.htm
- http://www.digit.hu/tintafajta.html Archiválva 2008. április 9-i dátummal a Wayback Machine-ben
- http://www.kfki.hu/chemonet/hun/teazo/festek/tus.html
- https://web.archive.org/web/20030608045119/http://www.worldwideschool.org/library/books/tech/printing/fortycenturiesofink/toc.html